# Anuridella
Genre
Anuridella est un genre de collemboles de la famille des Neanuridae.

## Liste des espèces
Selon Checklist of the Collembola of the World (version du 27 octobre 2019) :
- Anuridella calcarata Denis, 1925
- Anuridella germanica (Gisin, 1951)
- Anuridella marina Willem, 1906
- Anuridella submarina Bagnall, 1934

## Publication originale
- Willem, 1906 : Un nouveau Collembole marin (Anuridella marina). Mémoires de la Société entomologique de Belgique, vol. 12, p. 247-251 (texte intégral).